# Harkivți, Hadeaci
Harkivți (în ucraineană Харківці) este localitatea de reședință a comunei Harkivți din raionul Hadeaci, regiunea Poltava, Ucraina.

## Demografie
Componența lingvistică a localității Harkivți
     Ucraineană (98,29%)
     Rusă (1,58%)
     Alte limbi (0,13%)
Conform recensământului din 2001, majoritatea populației localității Harkivți era vorbitoare de ucraineană (98,29%), existând în minoritate și vorbitori de rusă (1,58%).